# Tour d'observation
Pour les articles homonymes, voir Tour.

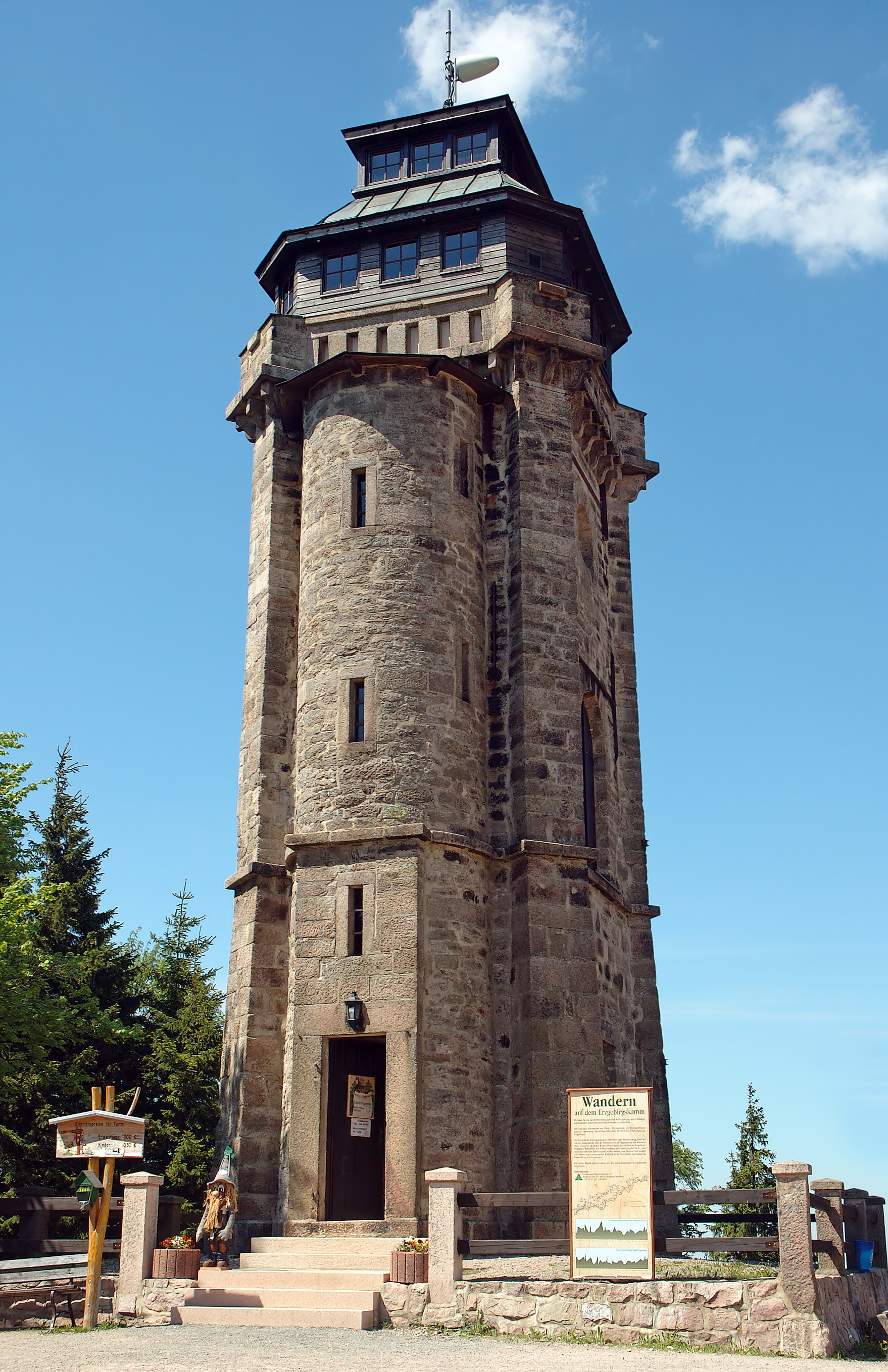
Tour d'observation à Auersberg, Saxe, Allemagne.

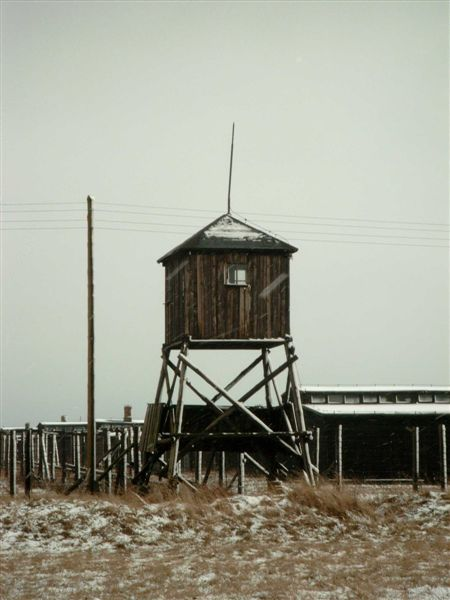
Tour d'observation du camp de concentration et d'extermination de Majdanek

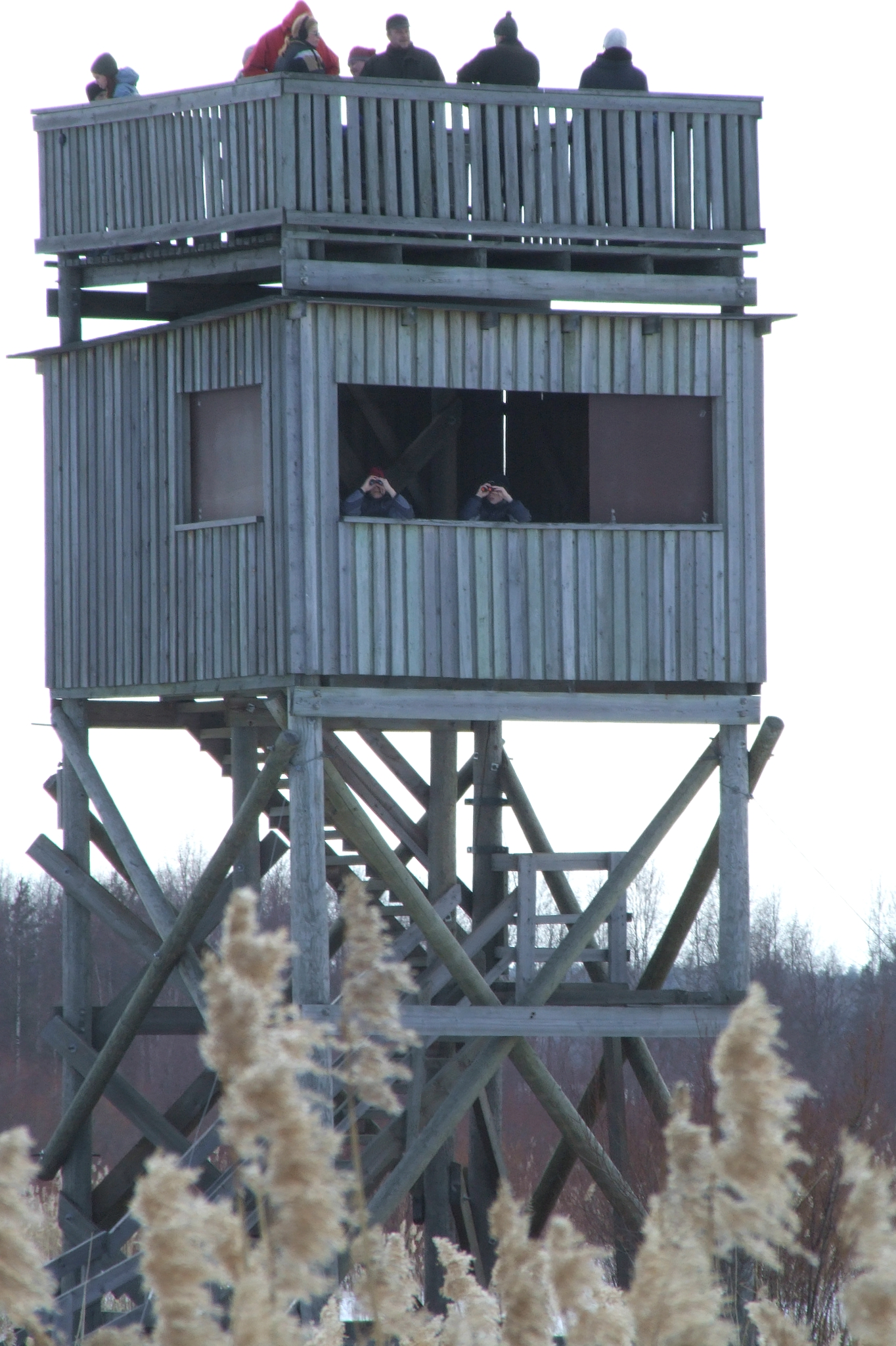
Tour d'observation ornithologique

Une tour d'observation aussi appelé tour panoramique (dans le domaine des loisirs) est une tour construite pour pouvoir voir au loin en utilisant le simple principe de l'élévation : en hauteur notre champ de vision s'élargit, la hauteur élimine certains obstacles et repousse les limites de l'horizon.

## Utilisations
Il est possible de différencier les nombreux types de tour d'observations en fonction de l'usage de l'observation obtenue par l'édifice. Les tours peuvent avoir des fins :
- militaires (tour de guet, tour de garde) ;
- civiles :
  - tour de contrôle dans l'aéronautique,
  - tour de surveillance pour les départs de feux ou de terrains privés,
  - dans le domaine du tourisme avec parfois l'appellation de tour panoramique.

De plus, de nombreux bâtiments de grande hauteur possèdent un espace (plateforme, étage complet, etc.) permettant à des fins touristiques une observation des alentours mais ce n'est pas leur fonction initiale. La plupart des tours d'observation permettent une vision à 360° des environs et s'élèvent rarement en dessous de 20 m.

### Utilisation militaire
Les premières tours d'observation étaient faites en bois, comme l'attestent les éléments de fortification d'Alésia mais l'origine exacte n'a pas été définie. Avec les constructions de pierre, l'usage premier des tours d'observations est la fortification que ce soit pour les murailles de Babylone ou les châteaux forts médiévaux.

### Performances architecturales

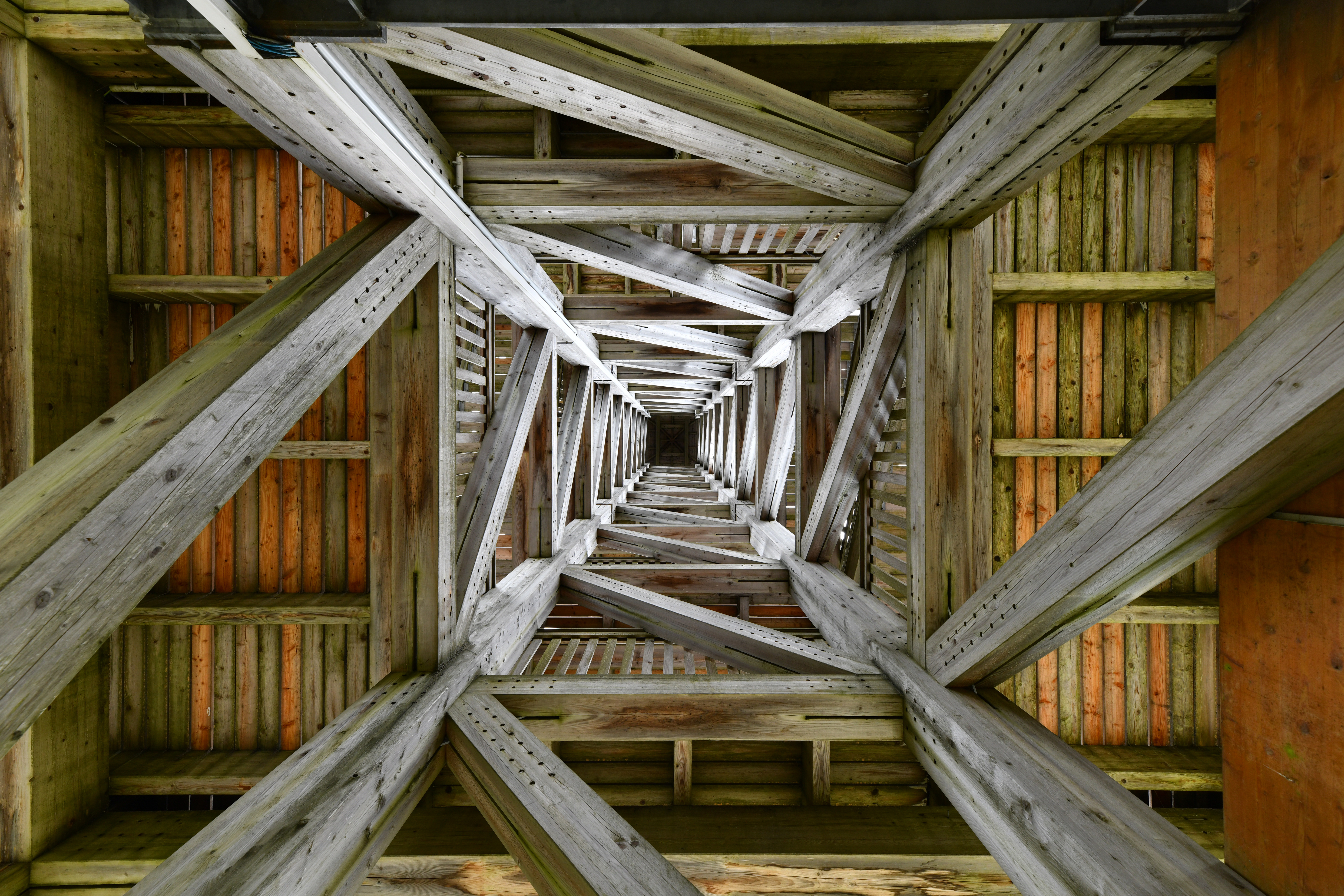
Les escaliers de la tour d'observation dite Alpenblick à Ulrichsberg en Autriche. Juillet 2022.

Depuis le XIXe siècle, la métallurgie a permis de construire des tours en fer comme la tour Eiffel qui est maintenant utilisée aussi pour la radiodiffusion.
Certains édifices possèdent des nacelles mobiles ou rotatives et parfois hébergent des restaurants.

### Le milieu du loisir

#### Super Gyro Tower

Utilisation moderne et ludique des tours d'observation, la Gyrotour du Futuroscope.

Divers constructeurs d'équipements de loisir se sont approprié la tour d'observation, le principal d'entre eux étant Intamin. Devenue tour panoramique, elle combine en une installation haute de plusieurs dizaines de mètres, un ascenseur et une nacelle rotative à 360° (d'où le nom de gyro tower en anglais ou de gyrotour en français).
Les passagers prennent place à bord de la plateforme, alors en bas de la tour. Une fois les portes fermées et les passagers en sécurité, elle commence son élévation le long d'un mat. Une fois en haut, elle fait un ou plusieurs tours à 360° à vitesse réduite, le but n’étant pas d’apporter de sensations fortes mais de permettre aux passagers de prendre de la hauteur pour apprécier le paysage et le panorama alentours. La tour redescend ensuite aussi doucement qu’elle est montée pour ramener les passagers sur la terre ferme.
Exemples de Super Gyro Tower:
- Astrotower, Astroland,  États-Unis (fermée en 2008 à la suite de la fermeture du parc)
- Ausichtsturm, Legoland Deutschland,  Allemagne
- Carolina Skytower, Carowinds,  États-Unis
- Euro-Tower, Europa Park,  Allemagne
- Gyrotour, Futuroscope,  France
- Infinnito, Terra Mítica,  Espagne
- Kissing Tower, Hersheypark,  États-Unis
- Menara Taming Sari, Melaka,  Malaisie
- Panoraama, Linnanmäki,  Finlande
- Panorama Turn, Heide Park,  Allemagne
- Panoramic, Plopsaland De Panne,  Belgique (fermée début de saison 2009 et démontée en 2010)
- Polo Tower, Morecambe,  Royaume-Uni (fermée puis démontée en 2008)
- Observation Tower, Legoland Malaysia,  Malaisie
- Sky Cabin, Knott's Berry Farm,  États-Unis
- Sky Tower, California's Great America,  États-Unis
- Sky Trek Tower, Six Flags Great America,  États-Unis
- Space Needle, Daytona Beach,  États-Unis
- Space Spiral, Cedar Point,  États-Unis (détruite en septembre 2012 au profit d'une nouvelle attraction, Gate Keeper)
- Space Tower, Minnesota State Fair,  États-Unis
- Top of the World, Freizeit-Land Geiselwind,  Allemagne
- Holstein Turm, Hansa-Park,  Allemagne (construite par Huss)

#### Flying Island

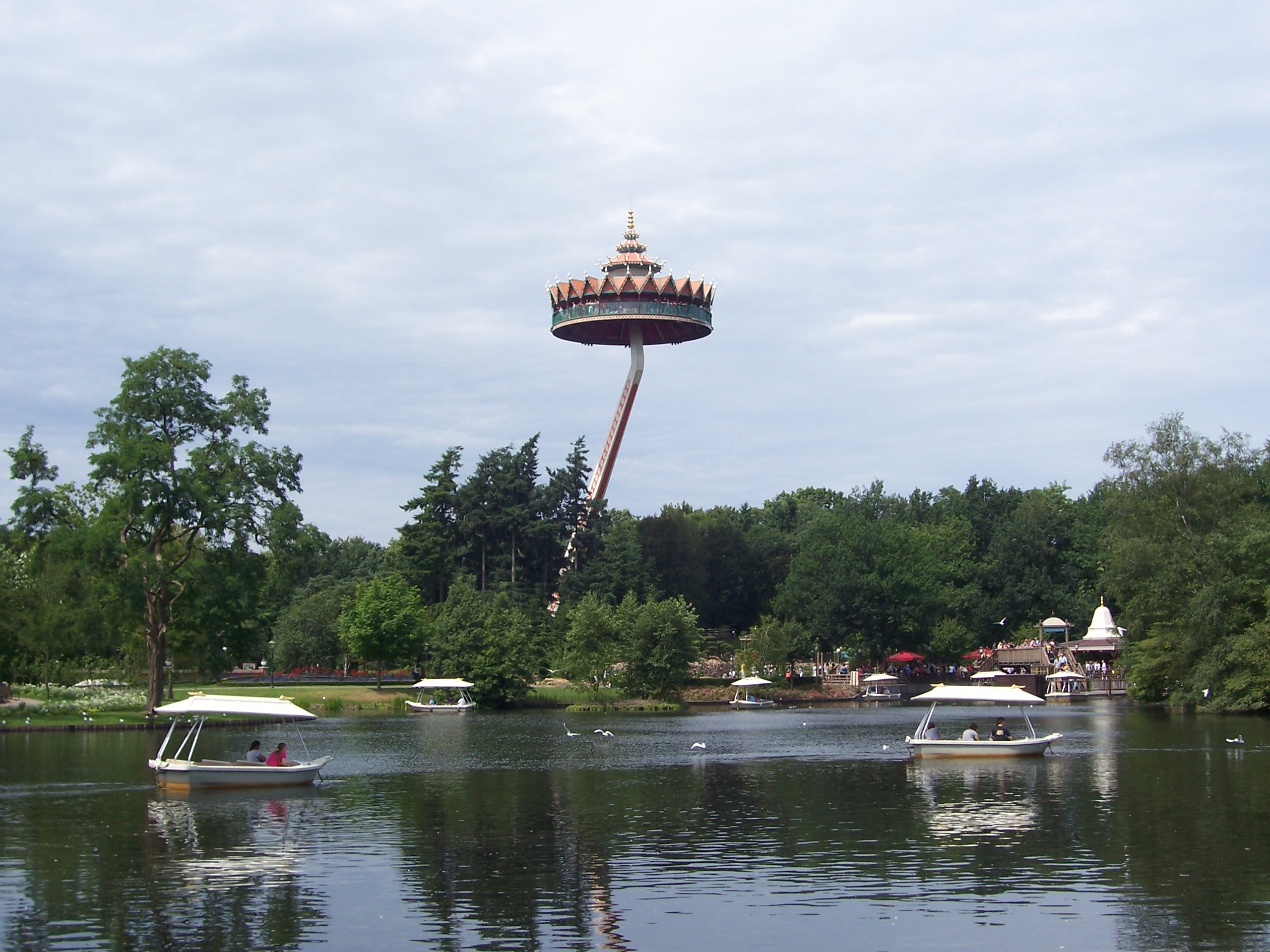
La Pagode à Efteling.

Attraction construite par Intamin, le but de celle-ci est le même que celui de la Super Gyro Tower. Le public prend place dans une nacelle de 14 ou 17 mètres de diamètre qui effectue des rotations à 360° une fois mise en mouvement. Grâce à un bras hydraulique s'élevant à 95° et d'un contrepoids à 10 mètres de profondeur, un maximum de 100 visiteurs est élevé à 30, 45 ou 60 mètres du sol. La vitesse d'élévation est d'un mètre par seconde et la vitesse de rotation est de 0,33 rotation par minute.
L'avantage évident par rapport à la Super Gyro Tower est la disparition du bras lorsque la nacelle est au sol. Ceci est beaucoup plus esthétique que le mat de la Super Gyro Tower qui reste de manière permanente dans le paysage, indépendamment de la position de la nacelle.
Dans les années 2000, Vekoma reprend le concept et créé Sky Shuttle. 110 passagers prennent place dans la nacelle qui monte jusqu'à un maximum de 50 m par un angle de 90° maximum,.
Exemples de Flying Island :
- Flying Island, Happy Valley Chengdu,  Chine ;
- Flying Island, Gardaland,  Italie ;
- Flying Island, Happy Valley Shanghai,  Chine ;
- Island Fuji, Nabana no Sato,  Japon Anciennement Flying Island, Nagashima Spa Land. ;
- Island in the Sky, Legoland Florida,  États-Unis Anciennement Sunshine Sky Adventure, Cypress Gardens Adventure Park. ;
- Pagode, Efteling,  Pays-Bas.

Exemples de Sky Shuttle :
- Sky Shuttle, Suzhou Amusement Land,  Chine ;
- Energy Collector, Happy Valley Pékin,  Chine ;
- l'Isola Volante, Rainbow Magicland,  Italie ;
- הגמל המעופף, Luna Park de Tel-Aviv,  Israël.

## Tours d'observation enFrance
- Tour Eiffel à Paris
- Tour Perret (tour d'orientation) à Grenoble (fermée actuellement)
- Tour métallique de Fourvière à Lyon (jusqu'à 1951)
- Phare de la Méditerranée à Palavas-les-Flots
- Tour du Belvédère à Mulhouse
- Colonne de Juillet à Paris (fermée)
- Belvédère du mont des Avaloirs à Pré-en-Pail-Saint-Samson